# Ambra Danon
Ambra Danon (* 1947 oder 1948; † 12. April 2023 in Rom) war eine italienische Kostümbildnerin in Film und Theater. Bekannt wurde sie durch ihre Arbeiten für Kinofilme wie Ein Käfig voller Narren, Noch ein Käfig voller Narren und Ein Käfig voller Narren – Jetzt wird geheiratet.

## Leben und Karriere
Ambra Danon wurde als Tochter des italienischen Drehbuchautors und Filmproduzenten Marcello Danon geboren. Inspiriert durch die Arbeit ihrer Eltern – ihre Mutter arbeitete als Schauspielerin im italienischen Theater – wandte sie sich in den 1970er Jahren als Kostümbildnerin der Bühne sowie dem Film zu. 1975 arbeitete sie für den Regisseur Maurizio Ponzi an dessen Filmdrama Il caso Raoul. Einen großen Erfolg als Kostümbildnerin gelang ihr im Jahr 1978 fürs Kino, als sie zusammen mit Piero Tosi die Kostüme für die Filmkomödie Ein Käfig voller Narren des Regisseurs Édouard Molinaro mit Ugo Tognazzi und Michel Serrault in den Hauptrollen lieferte. Für den Film ihres Vaters, der als Drehbuchautor und Produzent fungierte, erhielt das Kostümbildner-Duo eine Oscar-Nominierung in der Kategorie Bestes Kostümdesign. Auch an den Fortsetzungen Noch ein Käfig voller Narren im Jahr 1980 und Ein Käfig voller Narren – Jetzt wird geheiratet im Jahr 1985 war Ambra Danon mit ihrer Arbeit als Kostümbildnerin maßgeblich beteiligt.
Sie starb im April 2023 in Rom an einer Krebserkrankung.

## Auszeichnungen
- 1980: Oscar-Nominierung in der Kategorie Beste Kostümdesign bei der Verleihung 1980 für Ein Käfig voller Narren

## Filmografie

### Kino
- 1975: Il caso Raoul
- 1978: Ein Käfig voller Narren (La Cage aux Folles)
- 1980: Noch ein Käfig voller Narren (La Cage aux Folles II)
- 1985: Ein Käfig voller Narren – Jetzt wird geheiratet (La cage aux folles III: 'Elles' se marient)
- 1991: Swingers